# Lestodiplosis lactucae
Lestodiplosis lactucae är en tvåvingeart som beskrevs av Fedotova 2004. Lestodiplosis lactucae ingår i släktet Lestodiplosis och familjen gallmyggor. Inga underarter finns listade i Catalogue of Life.